# Hyalonthophagus alcyon
Hyalonthophagus alcyon is een keversoort uit de familie bladsprietkevers (Scarabaeidae). De wetenschappelijke naam van de soort werd voor het eerst geldig gepubliceerd in 1855 door Klug.